# Zrinka Ljutić
Zrinka Ljutić, född 26 januari 2004 i Zagreb i Kroatien, är en kroatisk alpin skidåkare. I december 2020 debuterade hon som 16-åring i världscupen och år 2022 tävlade hon i slalom och storslalom vid de olympiska vinterspelen.